# Pierre Ossian Bonnet
Pierre Ossian Bonnet (22 de diciembre de 1819 - 22 de junio de 1892) fue un matemático francés, que realizó algunas contribuciones importantes a la geometría diferencial de superficies, incluido el teorema de Gauss-Bonnet.

## Semblanza
Bonnet nació en la ciudad de Montpellier en 1819. Se educó en el Collège de Montpellier, y en 1838 ingresó en la École polytechnique de París, siendo alumno de la escuela Escuela Nacional de Puentes y Caminos. Tras graduarse, le ofrecieron un puesto como ingeniero, pero después de meditarlo un tiempo, decidió seguir una carrera en la docencia y dedicado a la investigación matemática. Rechazar el puesto de ingeniero no fue una decisión fácil, ya que no gozaba de una buena situación económica, y tuvo que recibir clases particulares para poder acceder a un puesto en la Escuela Politécnica en 1844.
Un año antes, en 1843, Bonnet había escrito un artículo sobre la convergencia de series con términos positivos. Otro trabajo sobre series en 1849 le valió un premio de la Academia de Bruselas. Entre estos dos artículos sobre series, comenzó su trabajo sobre geometría diferencial en 1844.
Fue elegido miembro de la Academia de Ciencias en 1862 para reemplazar a Biot, imponiéndose a Bour por este puesto. Desde 1868 ayudó a Chasles en la Ecole Polytechnique, donde tres años más tarde se convirtió en director de estudios. Además de este puesto, también enseñó en la Ecole Normale Supérieure.
En 1878 sucedió a Urbain Le Verrier en la presidencia de la Sorbona y luego, en 1883, sucedió a Joseph Liouville como miembro de la Oficina de Longitudes.
Bonnet realizó un importante trabajo sobre geometría diferencial, tema que también estaba siendo investigado en Francia por Serret, Frenet, Bertrand y Puiseux, con importantes contribuciones al concepto de curvatura. En particular, publicó una fórmula que relaciona la integral de superficie de la curvatura de Gauss con la característica de Euler de la superficie y la integral de línea de la curvatura geodésica de su límite. Este resultado ahora se conoce como teorema de Gauss-Bonnet. Se sabía que Gauss había descubierto previamente un caso especial de este resultado fundamental, pero nunca lo había publicado.
Independientemente de Ferdinand Minding, Bonnet demostró la invariancia de la curvatura de Gauss de una superficie bajo flexión. Entre 1844 y 1867 publicó una serie de artículos sobre la geometría diferencial de superficies. En 1859 presentó una importante memoria para el Gran Premio de la Academia de París. En terminología moderna, el premio se ofreció por determinar todas las posibles incrustaciones isométricas locales en el espacio tridimensional euclídeo de una superficie con una métrica de Riemann ("elemento lineal") dada.
Falleció en París en 1892, a los 72 años de edad.